# Trois récits (Lagarce)
Pour les articles homonymes, voir Trois récits (homonymie).
Trois récits est un recueil de nouvelles de Jean-Luc Lagarce publié en 2001 aux éditions Les Solitaires intempestifs. Il est constitué de L'Apprentissage (1993), Le Bain (1993), Le Voyage à la Haye (1994).

## Exergue
- Exergue de L'Apprentissage : « Une petite fille dit un jour : « Et avant que je sois née, les autres étaient déjà là ? » Et une autre petite fille, une autre fois : « Après que je sois morte, il se passera encore quelque chose ? »

## Éditions
- Trois récits, Les Solitaires intempestifs, 2001.